# Ван Дейк, Ян
Ян Ван Дейк (Jan van Dyk; 1690—1769) — нидерландский художник, писатель, один из первых в мире профессиональных реставраторов.
Обучался профессии столяра, позолотчика, художника . В 1747 году Ван Дейк работал в Амстердаме как реставратор городской коллекции картин под началом Якоба де Вита и прослужил в этой должности вплоть до своей смерти в 1769 году. Реставрировал многие картины, в том числе и групповые портреты городских ополченцев.
Около 1707 года покинул Амстердам и переселился со своим учителем в замок Ораниенштейн правителей Нассау в городе Диц в Германии, где он получил известность, как придворный художник, реставратор, знаток искусств, оценщик и учитель рисования. Между 1710 и 1716 сделал одиннадцать росписей потолка в замке. От его картин остались только две росписи потолка в замке Ораниенштейн. В 1735 году назначен смотрителем всех дворцов и общественных зданий в графствах Диц и Байльштайн будущим штатгальтером принцем Вильгельмом IV. Вернулся в Амстердам, занимался реставрацией полотен в зале Оранских в Гааге.
Написал несколько книг, в том числе: о Ратуше Амстердама, где составил опись всех имеющихся там картин до 1758 года, включая росписи каминных полок, часть из которых выполнены Болом и Флинком, росписи потолков и стен, люнетные картины в галереях; о реставрации картин (под названием «Описание полотен в зале Оранских благородного Хёйс-тен-Боса»).
Особое внимание уделял групповым портретам ополченцев. При жизни был известен скорее как художник, а не как реставратор. Подробности о его жизни и творчестве сообщает Ян Вагенаар.

## Работы
- Kunst en Historiekundige beschryving en aanmerkingen over alle de schilderyen op het Stadhuis te Amsterdam. Amsterdam: Yver, 1758.